# Off Brand (Better Call Saul)
«Off Brand» es el sexto episodio de la tercera temporada de la serie de televisión estadounidense de AMC Better Call Saul, la serie derivada de Breaking Bad. El episodio, escrito por Ann Cherkis y dirigido por Keith Gordon, se emitió el 15 de mayo de 2017 en AMC en Estados Unidos. Fuera de Estados Unidos, se estrenó en el servicio de streaming Netflix en varios países.

## Trama
En el restaurante donde los Salamanca arreglan las cuentas con sus comerciantes, Nacho recoge los pagos semanales mientras Héctor observa desde la mesa detrás de él. El pago de Domingo no alcanza, y promete compensarlo la semana siguiente. Nacho accede, pero Héctor le pide que le dé una paliza a Domingo como advertencia para que no pase otra vez. Esa noche Nacho trabaja en la tapicería de su padre y se distrae pensando en el incidente con Domingo, que le hace lesionarse accidentalmente con una máquina de coser.
Kim hace su alegato final ante el Colegio de Abogados de Nuevo México, y señala que Jimmy ha contribuido positivamente a la sociedad a través de su práctica de la ley y su cuidado de su hermano enfermo. Rebecca intenta ver a Chuck en su casa, pero él no abre la puerta. El Colegio de Abogados suspende la licencia de Jimmy por un año, pero no lo inhabilita permanentemente. Mientras Jimmy y Kim celebran en Wexler-McGill, Rebecca pasa por allí y le pide a Jimmy que la ayude a conseguir que Chuck la deje entrar en su casa. Jimmy se niega y cuando Rebecca dice que él le mintió acerca de querer que ella ayudara a Chuck, él dice que dijo la verdad sobre su salud. Ella dice que Jimmy debería ayudar porque Chuck es su hermano y él dice «Ya no lo es». Rebecca dice con enfado que Chuck tenía razón en que Jimmy la usó para avergonzar a Chuck y se va después de haberles dicho amargamente a Jimmy y a Kim que «disfruten de su champán». Jimmy está impasible, pero Kim parece molesta.
Mike acompaña a Stacey a un grupo de apoyo de la iglesia, donde ella habla de cómo ella y Kaylee están lidiando con la muerte de Matt. Afuera, Stacey le dice a Mike que ella lo ha ofrecido como voluntario para ayudar a construir un patio de recreo, relatando una historia que Matt le contó acerca de ayudar a Mike a verter el concreto para su garaje.
Chuck deja entrar a Howard a regañadientes en su casa. Él dice que Chuck debería considerar la suspensión de Jimmy como una victoria e intenta disuadirlo de seguir acosando a Jimmy, y Chuck parece estar de acuerdo. Después de que Howard se vaya, Chuck quita una batería de debajo de su manta isotérmica y se obliga a seguir sosteniéndola en un aparente esfuerzo por superar sus síntomas de HSE.
Jimmy y Francesca llaman a sus clientes para informarles de su año «sabático». Al darse cuenta de que está desperdiciando dinero si los anuncios de televisión de su bufete de abogados, para el que ha pagado por adelantado, salen al aire según lo previsto, Jimmy se apresura a ponerse en contacto con una estación de televisión local para sacar sus anuncios del aire. La cancelación anticipada le costará USD 4 000 y tiene que encontrar la manera de utilizar el resto de los espacios de tiempo a largo plazo que reservó para no incurrir en penalizaciones adicionales. Jimmy se acerca a los dueños de una tienda de alfombras, lanzando un anuncio para su negocio con un presupuesto barato y emitirlo gratis. Los dueños consideran brevemente la oferta, pero se resisten cuando Jimmy les explica que tienen que grabar el comercial de inmediato. Cuando Jimmy informa de la noticia al equipo de Joey, la maquilladora le sugiere que ruede un anuncio para él mismo, mostrando su capacidad para producir anuncios para otros negocios. Inspirados, Jimmy y el equipo se dirigen a la estación de televisión y filman un anuncio improvisado frente a las antenas parabólicas cercanas.
En la granja de Los Pollos Hermanos, un camión llega para dejar los suministros del restaurante, después de lo cual Víctor y Tyrus recuperan varios ladrillos de cocaína ocultos. Los colocan para que Nacho y Arturo puedan elegir la porción de los Salamanca, pero Nacho espera seis en lugar de los cinco acordados. Víctor saca un arma, pero Nacho explica que Héctor espera seis, así que Tyrus llama a Gus Fring, quien le dice que le dé a Nacho el sexto kilo. Se revela que Gus está inspeccionando una lavandería industrial que está a la venta. Después de caminar por el sitio, se sube a un auto conducido por Lydia Rodarte-Quayle y le dice que «podría funcionar».
Continuando su esfuerzo por vencer los síntomas de su hipersensibilidad electromagnética, Chuck lleva una manta isotérmica mientras lucha por caminar por el centro de Albuquerque. Usa un teléfono público para contactar a su terapeuta, la Dra. Cruz, pero le dicen que la doctora no está disponible y que debe dejar un mensaje.
Nacho le cuenta a Héctor sobre su encuentro con Tyrus y Víctor. Héctor le dice a Nacho que planea utilizar la tienda de tapicería del padre de Nacho como un nuevo negocio fachada para que los Salamanca no tengan que depender de Gus para hacer su contrabando. Nacho le pide a Héctor que lo reconsidere, diciéndole que su padre es un hombre sencillo que quiere llevar un negocio honesto. Héctor se indigna al saber que Tuco acuchilló a otro recluso, lo que llevó a que lo encerraran en una celda solitaria, lo que provocó un ataque de tos. Derrama algunas de sus cápsulas recetadas antes de salir, y después de recogerlas Nacho se da cuenta de que una fue dejada inadvertidamente, la cual se para a esconder y luego recupera en secreto.
Jimmy le explica a Kim un nuevo plan de negocios para aprovechar el tiempo restante que aún tiene reservado en las estaciones de televisión locales, un «comercial para comerciales». Tiene la intención de ofrecer sus servicios como productor y portavoz en anuncios para empresas locales y le muestra a Kim una cinta de vídeo del anuncio, en la que se disfraza y utiliza el nombre de «Saul Goodman». Kim se sorprende y observa que «Saul» tiene «mucha energía», a lo que Jimmy responde que es «solo un nombre».

## Producción
El episodio fue dirigido por Keith Gordon y escrito por Ann Cherkis, quien previamente escribió el episodio de la temporada 2 «Rebecca».
Laura Fraser repite brevemente su papel de Breaking Bad como Lydia Rodarte-Quayle, la socia de Gus. En una entrevista con AMC, Fraser distinguió la versión de Better Call Saul de Lydia de la de Breaking Bad al comentar: «Ella no ha empezado a desentrañar. Se siente muy segura y confiada en su lugar en el mundo, e incluso experimenta momentos de felicidad y satisfacción. Es ambiciosa y disfruta de su profesión. Todavía tiene ese aire de irritabilidad que traiciona sus genuinos niveles de comodidad, pero aún no ha empezado a deshacerse».

## Recepción

### Audiencias
Al emitirse, el episodio recibió 1,72 millones de espectadores en Estados Unidos, y una audiencia de 0,6 millones entre adultos de 18 a 49 años. Teniendo en cuenta la audiencia Live+7, el episodio tuvo una audiencia total de 4,19 millones de espectadores en Estados Unidos y una audiencia de 1,7 millones entre adultos de 18 a 49 años.

### Recepción crítica
El episodio fue aclamado por la crítica. En Rotten Tomatoes, recibió una calificación del 100% con una puntuación media de 8,35/10 basado en 13 reseñas. El consenso del sitio dice «El episodio añade otro capítulo bien escrito y sólidamente elaborado a la estupenda tercera temporada de Better Call Saul, así como un recordatorio de que incluso los episodios de transición del programa son convincentes.